# João Goulart
João Belchior Marques Goulart (São Borja, Rio Grande do Sul, Brasil, 1 de març de 1919 — Mercedes, Argentina, 6 de desembre de 1976), conegut popularment com a "Jango", fou un polític brasiler, president del Brasil de 1961 fins a 1964, quan va ser derrocat per un cop d'estat, liderat per l'alt escalafó de l'exèrcit i amb el suport de les classes mitjana i alta. La seva herència política és invocada pel Partido Trabalhista Brasileiro i el Partit Democràtic Laborista (PDT).